# Эксплуатация кабельных линий
Эксплуатация кабельных линий — при техническом обслуживании кабельных линий периодически проводят их осмотры с целью визуального обнаружения неисправностей и дефектов. В процессе эксплуатации кабелей важно регулярно проводить их паспортизацию. Паспорт кабельной линии кроме технической характеристики кабелей и условий их прокладки содержит сведения о результатах предыдущих испытаний и ремонтов, что помогает установить правильный режим их эксплуатации.

## Объем эксплуатации кабельных линий
В объем эксплуатации кабельных линий входят:
1. контроль за токовыми нагрузками, температурными режимами и напряжением сети;
2. систематические и внеочередные осмотры трасс;
3. профилактические испытания и измерения;
4. контроль за выполнением работ на трассах и проведение разъяснительной работы среди населения, руководителей предприятий и учреждений.

Чтобы исключить возникновение в кабелях опасных механических напряжений от возможных смещений почвы и температурных деформаций, кабели укладывают змейкой с запасом по длине 1—3%. При открытой прокладке кабели защищают от непосредственного воздействия солнечных лучей и других теплоизлучений. При прохождении трассы по территории электрифицированного рельсового транспорта (трамвай и др.) кабели необходимо защищать от опасного влияния блуждающих токов. Кабели, прокладываемые внутри помещений, не должны иметь наружных защитных покровов из горючих волокнистых материалов.
Все проложенные кабели, а также муфты и концевые заделки снабжают бирками. На бирках для кабелей указывают марку, напряжение, наименование кабельной линии, для муфт и заделок — номер, дату монтажа и фамилии монтеров, проводивших монтаж.
Кабели можно прокладывать в тоннелях, каналах, блоках, траншеях и подземных лотках. Внутри зданий кабельные линии можно прокладывать непосредственно по конструкциям зданий. По капитальным затратам наиболее экономична прокладка кабелей в специально вырытых траншеях. Кабели напряжением до 1000 В в местах возможных механических повреждений, например в местах частых раскопок, покрывают плитами или кирпичом. Глубина заложения кабельных линий должна составлять 0,7 м, а при пересечении улиц 1 м.
При параллельной прокладке нескольких кабелей в одной траншее расстояние между ними по горизонтали должно быть не менее 100 мм. Расстояние между контрольными кабелями не нормируется.
Допускается перемещение кабелей, находящихся под напряжением, на расстояние 5—7 м с соблюдением следующих условий:
1. температура кабеля должна быть не ниже 5 °С;
2. при захвате кабеля пользуются специальными изолирующими клещами или диэлектрическими перчатками;
3. поверх диэлектрических перчаток для защиты их от механических повреждений надевают брезентовые рукавицы,
4. кабели около муфты для исключения изгиба закрепляют на досках.

## Техническая документация
Техническая документация, предъявляемая приемной комиссии, должна содержать:
1. проект кабельной линии;
2. перечень отклонений от проекта с указанием их причин и согласование с проектной и другими заинтересованными организациями;
3. исполнительные чертежи в масштабе не менее 1:500 с нанесением координат трассы и муфт;
4. акты на скрытые работы, в том числе акты на пересечения и сближения кабелей со всеми подземными коммуникациями, акты на монтаж кабельных муфт и т. д.;
5. акты на осуществление антикоррозийных мероприятий и защиты от блуждающих токов.

Вновь сооружаемую или вышедшую из капитального ремонта кабельную линию испытывают следующим образом:
1. проверяют на обрыв и выполняют фазировку жил;
2. измеряют сопротивление заземления концевых заделок;
3. проверяют действие установленных устройств защиты от блуждающих токов;
4. испытывают изоляцию повышенным напряжением.

## Температура
Длительно допустимые температуры токоведущих жил не должны превышать следующих значений (°С) для кабелей с изоляцией:
- 80
- 65
- 70
- пропитанной бумажной (напряжение до 3 кВ)
- резиновой
- полихлорвиниловой

За расчетную температуру почвы принимают наибольшую среднемесячную температуру (из всех месяцев года) на глубине прокладки кабеля. За расчетную температуру воздуха принимают наибольшую среднюю суточную температуру, повторяющуюся не менее трех дней в году.
Температуру жилы кабеля рекомендуется измерять при помощи термометров сопротивления или термопар для самых неблагоприятных условий работы: максимальная нагрузка и наивысшая температура окружающей среды. При равномерном графике силы тока нагрузки кабельной линии в течение суток температуру оболочки кабеля достаточно измерить дважды с интервалом 1—2 ч. Если график силы тока нагрузки неравномерен, температуру оболочки кабеля измеряют в течение суток через каждые 1—2 ч; одновременно измеряют силу тока нагрузки. По полученным данным строят суточные графики температуры оболочки кабеля и силы тока нагрузки. При подсчете температуры жилы кабеля за /об принимают максимальное значение температуры оболочки по графику, а за /и — максимальное значение силы тока нагрузки длительностью не менее 2 ч, хотя эти значения могут быть сдвинуты по времени.
Температуру окружающей среды для кабелей, проложенных в туннелях, каналах, измеряют на входе в туннель и на выходе из него, для кабелей, проложенных в земле, — на расстоянии 3—5 м от крайнего кабеля на глубине его прокладки.